# Arcëm Šumanski
Arcëm Alehavič Šumanski (in bielorusso Артём Олегович Шуманский?; in russo Артём Олегович Шуманский?, Artëm Olegovič Šumanskij; Vicebsk, 25 novembre 2004) è un calciatore bielorusso, attaccante del CSKA Mosca e della nazionale bielorussa.

## Carriera

### Club
Cresciuto nel settore giovanile del BATĖ Borisov, ha debuttato in prima squadra il 22 giugno 2021 nell'incontro di Kubak Belarusi vinto 6-1 contro il Baranavičy ed ha segnato il suo primo gol il 27 aprile, sempre in coppa nazionale, contro il Nëman.
Il 2 gennaio 2023 è stato acquistato a titolo definitivo dall'Arīs Limassol, dove ha tuttavia faticato a trovare spazio pur giocando con maggior frequenza nella stagione 2023-2024.
Il 18 giugno 2025 ha firmato un contratto di cinque anni con il CSKA Mosca.

### Nazionale
Ha giocato con le nazionali giovanili bielorusse Under-16, Under-18, Under-19 ed Under-21.
Il 26 marzo 2024 ha esordito con la nazionale maggiore nell'amichevole pareggiata 0-0 contro Malta.

## Statistiche

### Presenze e reti nei club
Statistiche aggiornate al 29 luglio 2025.
| Stagione             | Squadra              | Campionato           | Campionato | Campionato | Coppe nazionali | Coppe nazionali | Coppe nazionali | Coppe continentali | Coppe continentali | Coppe continentali | Altre coppe | Altre coppe | Altre coppe | Totale | Totale | Totale |
| Stagione             | Squadra              | Comp                 | Pres       | Reti       | Comp            | Pres            | Reti            | Comp               | Pres               | Reti               | Comp        | Pres        | Reti        | Pres   | Reti   |        |
| -------------------- | -------------------- | -------------------- | ---------- | ---------- | --------------- | --------------- | --------------- | ------------------ | ------------------ | ------------------ | ----------- | ----------- | ----------- | ------ | ------ | ------ |
| 2021                 | BATĖ Borisov         | VL                   | 2          | 0          | CB              | 5               | 1               | -                  | -                  | -                  | SB          | 0           | 0           | 7      | 1      |        |
| 2022                 | BATĖ Borisov         | VL                   | 22         | 4          | CB              | 2               | 0               | UECL               | 1                  | 0                  | SB          | 1           | 0           | 26     | 4      |        |
| Totale BATĖ Borisov  | Totale BATĖ Borisov  | Totale BATĖ Borisov  | 24         | 4          |                 | 2               | 0               |                    | 1                  | 0                  |             | 1           | 0           | 28     | 4      |        |
| gen.-giu. 2023       | Arīs Limassol        | A                    | 1          | 0          | CC              | 0               | 0               | -                  | -                  | -                  | -           | -           | -           | 1      | 0      |        |
| 2023-2024            | Arīs Limassol        | A                    | 16         | 3          | CC              | 1               | 0               | -                  | -                  | -                  | -           | -           | -           | 17     | 3      |        |
| Totale Arīs Limassol | Totale Arīs Limassol | Totale Arīs Limassol | 17         | 3          |                 | 1               | 0               |                    | -                  | -                  |             | -           | -           | 18     | 3      |        |
| 2024-2025            | CSKA Mosca           | PL                   | 5          | 1          | CR              | 4               | 0               | -                  | -                  | -                  | -           | -           | -           | 9      | 1      |        |
| 2025-2026            | CSKA Mosca           | PL                   | 2          | 0          | CR              | 0               | 0               | -                  | -                  | -                  | SR          | 1           | 0           | 3      | 0      |        |
| Totale CSKA Mosca    | Totale CSKA Mosca    | Totale CSKA Mosca    | 7          | 1          |                 | 4               | 0               |                    | -                  | -                  |             | 1           | 0           | 12     | 1      |        |
| Totale carriera      | Totale carriera      | Totale carriera      | 48         | 8          |                 | 12              | 1               |                    | 1                  | 0                  |             | 2           | 0           | 52     | 9      |        |

### Cronologia presenze e reti in nazionale
| Cronologia completa delle presenze e delle reti in nazionale ― Bielorussia | Cronologia completa delle presenze e delle reti in nazionale ― Bielorussia | Cronologia completa delle presenze e delle reti in nazionale ― Bielorussia | Cronologia completa delle presenze e delle reti in nazionale ― Bielorussia | Cronologia completa delle presenze e delle reti in nazionale ― Bielorussia | Cronologia completa delle presenze e delle reti in nazionale ― Bielorussia | Cronologia completa delle presenze e delle reti in nazionale ― Bielorussia | Cronologia completa delle presenze e delle reti in nazionale ― Bielorussia |
| Data                                                                       | Città                                                                      | In casa                                                                    | Risultato                                                                  | Ospiti                                                                     | Competizione                                                               | Reti                                                                       | Note                                                                       |
| -------------------------------------------------------------------------- | -------------------------------------------------------------------------- | -------------------------------------------------------------------------- | -------------------------------------------------------------------------- | -------------------------------------------------------------------------- | -------------------------------------------------------------------------- | -------------------------------------------------------------------------- | -------------------------------------------------------------------------- |
| 26-3-2024                                                                  | Mdina                                                                      | Malta                                                                      | 0 – 0                                                                      | Bielorussia                                                                | Amichevole                                                                 | -                                                                          | 59’                                                                        |
| 20-3-2025                                                                  | Dušanbe                                                                    | Tagikistan                                                                 | 0 – 5                                                                      | Bielorussia                                                                | Amichevole                                                                 | -                                                                          | 54’ 61’                                                                    |
| 10-6-2025                                                                  | Minsk                                                                      | Bielorussia                                                                | 1 – 4                                                                      | Russia                                                                     | Amichevole                                                                 | -                                                                          | 84’                                                                        |
| Totale                                                                     |                                                                            | Presenze                                                                   | 3                                                                          |                                                                            | Reti                                                                       | 0                                                                          |                                                                            |

## Palmarès

### Club

#### Competizioni nazionali
- Supercoppa di Bielorussia: 1

BATĖ Borisov: 2022
- Campionato cipriota: 1

Arīs Limassol: 2022-2023
- Supercoppa di Cipro: 1

Arīs Limassol: 2023
- Coppa di Russia: 1

CSKA Mosca: 2024-2025
- Supercoppa di Russia: 1

CSKA Mosca: 2025